# فانتین اسپرینگز (پنسیلوانیا)
فانتین اسپرینگز (به انگلیسی: Fountain Springs) یک منطقهٔ مسکونی در ایالات متحده آمریکا است که در شهرستان سچویلکیلل، پنسیلوانیا واقع شده‌است. فانتین اسپرینگز ۰٫۱ کیلومتر مربع مساحت و ۱۰۰ نفر جمعیت دارد.